# Michael Kerzner
Pour les articles homonymes, voir Kerzner.
Michael Shawn Kerzner, né le 4 septembre 1961, est un homme politique provincial canadien de l'Ontario. Il est député provincial progressiste-conservateur de la circonscription ontarienne de York-Centre depuis 2022,.

## Biographie
Alors que Kerzner se présente contre l'ancien député Roman Baber, ce dernier envisage de se représenter dans la circonscription, mais opte plutôt pour se présente à la chefferie du Parti conservateur prévue pour 2022,.
En juin 2022, il est nommé Solliciteur général de l'Ontario par le premier ministre Doug Ford.